# Hold on My Heart

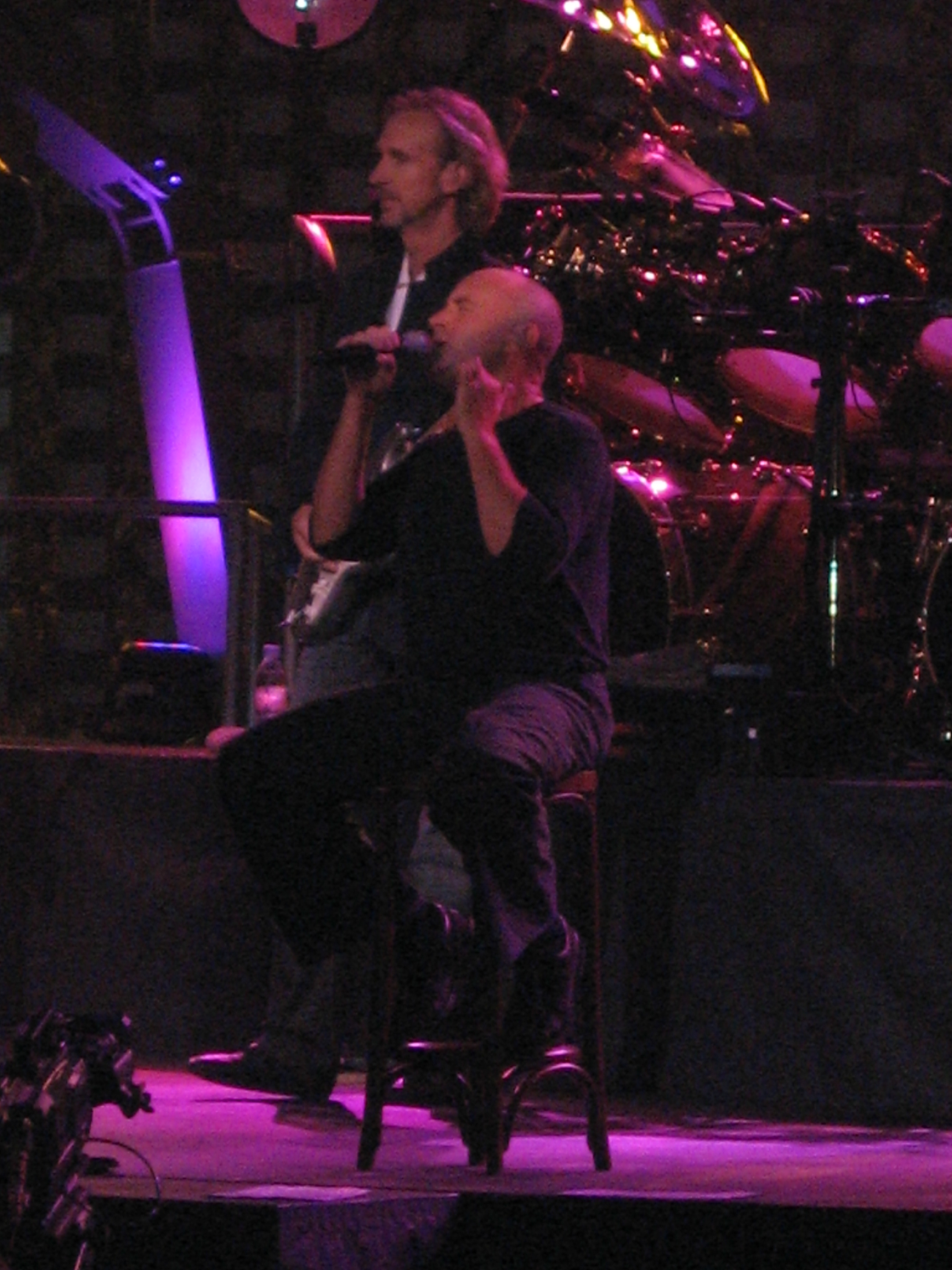
Mike Rutherford und Phil Collins

Hold on My Heart ist ein Lied der englischen Rockband Genesis aus ihrem 14. Studioalbum We Can’t Dance. Die Ballade wurde als dritte Single aus dem Album am 6. April 1992 veröffentlicht.

## Liedtext
Der Text wurde von Phil Collins geschrieben und skizziert die Gedanken einer Person, die zögert, wieder zu lieben, nachdem sie einen geliebten Menschen verloren hat: „Don’t let her see you crying.“ Es wird nicht gesagt, ob die frühere Liebe gestorben oder weit weg ist: „Sie wird immer bei mir sein.“

## Musik
Zu der Band-Komposition sagte Tony Banks auf der The Way We Walk DVD:

„Dies ist einer dieser Genesis-Songs, die wie ein Phil Collins-Solo klingen. Ich kann verstehen, warum die Leute das sagen, aber in gewisser Weise nehme ich es ihnen übel, denn es ist genau meine Akkordfolge. Der Grund, warum es ein wenig nach Phil klingt, ist, dass es bestimmte Akkorde gibt, zu denen ich gegriffen habe, weil seine Stimme dazu gut darüber klingt. Ich habe sie auf eine bestimmte Art und Weise zusammengesetzt, die ich für sehr attraktiv hielt.“

In einem Interview ergänzte er:

„Manchmal gehe ich so weit, wie ich kann, und dann bekomme ich einen Blick zugeworfen. Früher haben mich Mike oder Phil angeschaut und gesagt: ‚Diesmal bist du zu weit gegangen.‘ Aber ich habe dann versucht, ein paar Sachen einzubauen, ohne dass sie es gemerkt haben. Sogar bei einem einfachen Song wie Hold On My Heart sind die Anfangsakkorde ziemlich exotisch, und ich habe sie hineingeschmuggelt, ohne dass sie wirklich bemerkt haben, was passiert ist. 
Ich möchte nie zu direkt sein, nehme ich an. Das ist eine schwierige Sache, denn ich mag einfache Musik, wenn andere sie machen, aber es fällt mir nicht leicht, sie selbst zu machen. Ich finde es einfacher, Sachen zu machen, die ein bisschen schräg sind.“

Bei Fans ist das Lied umstritten und wird teilweise als kitschig bezeichnet.

## Musikvideo
Das Musikvideo zeigt die Band bei einem Auftritt in einem leeren Nachtclub, ähnlich wie Collins’ Video zu One More Night von 1985. Um den visuellen Effekt des Musikvideos zu erzeugen, wurde die Musik bei der Aufnahme des Videos schnell gespielt und der „Gesang“ schnell gemimt. Dann wurde die Musik auf normale Geschwindigkeit verlangsamt, und die Mitglieder der Band scheinen sich in Zeitlupe zu bewegen, ähnlich wie im Video zu Wrapped Around Your Finger von The Police.

## Liveversionen
Der Song wurde live bei den Touren zu The Way We Walk, Calling All Stations und Turn It On Again – The Hits gespielt.
Eine Liveversion erschien auf den Alben The Way We Walk und Live over Europe 2007 sowie auf den dazugehörigen Videoalben.

## Besetzung
- Tony Banks – Keyboard
- Phil Collins – Gesang, Drumcomputer, Schlagzeug
- Mike Rutherford – E-Gitarre, Bassgitarre

## Charts und Chartplatzierungen
Hold on My Heart erreichte in den Vereinigten Staaten Rang zwölf der Billboard Hot 100 und platzierte sich 20 Wochen in den Charts. In den US-amerikanischen Adult Contemporary Charts erreichte die Single die Chartspitze. 1992 belegte das Lied Rang 62 der Single-Jahrescharts. Darüber hinaus avancierte das Lied zum Nummer-eins-Hit in Kanada.
| ChartsChartplatzierungen       | Höchstplatzierung | Wochen |
| ------------------------------ | ----------------- | ------ |
| Deutschland (GfK)              | 45 (14 Wo.)       | 14     |
| Vereinigtes Königreich (OCC)   | 16 (5 Wo.)        | 5      |
| Vereinigte Staaten (Billboard) | 12 (20 Wo.)       | 20     |

| ChartsJahrescharts (1992)      | Platzierung |
| ------------------------------ | ----------- |
| Vereinigte Staaten (Billboard) | 62          |